# Athanasios Oikonomou

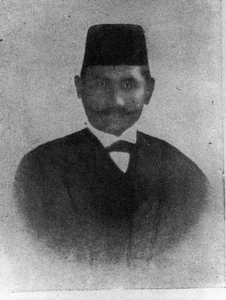
Athanasios Oikonomou „zwischen 1904 und 1908“

Athanasios Papadimitriou Oikonomou (griechisch; Αθανάσιος Παπαδημητρίου Οικονόμου; * 19. Jahrhundert in Giannitsa, Zentralmakedonien; † 30. März oder 30. Juni 1906 in Giannitsa, Zentralmakedonien) war eine wichtige Figur im Makedonischen Freiheitskampf (ca. 1904–1908) und Prokritos aus Giannitsa, Pella.

## Leben
Athanasios Papadimitriou Oikonomou wurde Ende des 19. Jahrhunderts in Giannitsa als Sohn des Priesters Dimitrios Oikonomou geboren. In den Jahren 1897–1900 und 1904–1906 diente er als Aufseher (Εφοροεπίτροπος) der griechischen Gemeinde von Giannitsa: Am 10. Oktober 1904 unterzeichnete er zusammen mit anderen Kollegen als Eforodimogeronten (Gemeindeälteste mit Aufsichtsamt) der Stadt und schickte einen Brief an Seine Heiligkeit den Metropoliten von Thessaloniki, in dem er ihn um sein Eingreifen in einen Rechtsstreit zwischen den Unierten und Schismatikern bat, die einen Anteil an der Pacht der Kisla (Winterweide) forderten.
Zu dieser Zeit wurde auch das Nationale Verteidigungskomitee der Stadt gegründet, zu dessen Mitgliedern er gehörte: Er, Antonios Kasapis (Präsident), Christos Didaskalou (Schatzmeister), sein Vater Dimitrios (Sekretär) und Vasilis Giotas fungierten hauptsächlich als Hilfskräfte für die griechischen Körperschaften des Sees. Zu ihren Aktivitäten gehörten die Versorgung, der Transport und die Pflege von Kranken und Verwundeten, die Bereitstellung von Informationen über osmanische Bewegungen, der Transport von Korrespondenz und generell die Unterstützung der Kämpfer auf verschiedene Weise, oft unter Einsatz ihres Lebens, aber immer mit Kühnheit und Geheimhaltung. Gleichzeitig waren sie im Einsatz, um die griechische Bevölkerung von Giannitsa vor den Aktionen der Partisanen zu schützen, die in einigen Fällen Racheakte verübten. Die Umsetzung präventiver Maßnahmen innerhalb der Stadt, hat jedoch nicht ausgereicht, um die Zahl der Opfer auf griechischer Seite zu begrenzen.
Darüber hinaus übernahm Oikonomou den Vorsitz der Bruderschaft von Giannitsa, deren Ziel es war, interne nationale Aufgaben wie den Transport und die Verteilung von Waffen zu übernehmen.
Athanasios Oikonomou war einer der Bewohner von Giannitsa, die den Zorn der bulgarischen Komitadschi zu spüren bekamen, nachdem sie seinen Besitz (280 Setzlinge) zerstört und ihn finanziell ruiniert hatten.
Am Tag des Gründonnerstags, dem 30. März 1906, ermordeten ihn die Komiteemitglieder (bzw. bulgarische Komitadschi), als er mit seinen beiden Kindern zum Markt hinunterging. Er wurde zum makedonischen Kriegsagenten 3. Klasse erklärt.

## Hintergrund seiner Ermordung
Giannitsa war zur Zeit des Makedonischen Kampfes eine überwiegend türkisch bewohnte Stadt (2/3 der Bevölkerung), stark militarisiert mit Sitz eines osmanischen Regiments und Polizei. Innerstädtischer Widerstand war dadurch kaum möglich, bulgarische Komitadschis agierten stattdessen aus dem Sumpfgebiet (Βάλτος) von Giannitsa. Die bulgarischen Komitadschis (Kämpfer) hatten nach dem Scheitern der Ilinden-Erhebung 1903 ihre Basis in den Sümpfen der Region, von wo sie griechische Dörfer und Persönlichkeiten angriffen, insbesondere jene, die sich dem Schisma nicht anschlossen oder mit griechischen Bildungsinitiativen verbunden waren. Im Zuge der griechischen Gegenoffensive ab Mai 1905, die ihren Ausgang ebenfalls im Sumpf von Giannitsa nahm, verloren die Komitadschis an Einfluss. Als Reaktion auf diesen Machtverlust verübten die Komitadschis gezielte Morde an prominenten griechischen Gemeindemitgliedern, um die lokale Bevölkerung einzuschüchtern. Zu den Opfern zählten unter anderem Christos Chatzidimitriou und Athanasios Oikonomou, der am 30. Juni 1906 in Giannitsa ermordet wurde, weil er sich für die griechische Sache engagiert hatte und ein angesehener Prokritos war.

## Vermächtnis
Zwischen 1915 und 1916 bot seine Witwe, Maria Oikonomou, an, das Obergeschoss ihres Hauses aufzugeben, um dort die erste Sekundarstufe I der Stadt unterzubringen, denn wenn kein geeigneter Raum gefunden würde, wäre deren Gründung unmöglich. Dort waren in drei Räumen, einer als Klassenzimmer, der andere als Büro und der dritte als Lehrerwohnung, 16 Schüler untergebracht. Heute ist es das 1. Gymnasium von Giannitsa.
Eine Straße in der Stadt ist ihm zu Ehren benannt.